# 四国放送
四国放送株式会社（しこくほうそう、英: Shikoku Broadcasting Co., Ltd.）は、徳島県を放送対象地域とするラテ兼営の特定地上基幹放送事業者。略称は呼出符号「JOJR（-DTV）」（徳島 AM：1269kHz、DTV：31ch）と徳島県の頭文字（Tokushima）からJRT（テレビ放送開始をにらんだJOJR-TVにもちなんだともいわれる）。ホームページ等では、JRT 四国放送と記載されている。

## 概要
徳島県に所在する県域放送局かつラテ兼営局。筆頭株主は徳島新聞の発行元である一般社団法人徳島新聞社で、約10%の株式を有する。ニュースタイトルは『徳島新聞ニュース』（テレビ・ラジオともに）。
イメージキャラクターは「おもぞう」。2006年（平成18年）よりそれまでの「あんてなちゃん」から変更され、名前は公募で決まった。コーポレートメッセージは「とくしまがいっぱい」（2017年（平成29年）4月から使用）。これ以前は「とどくといいな」、「なにが出るかな」、「元気宣言」、「ずっともっとJRT」、「おもっしょいぞう」等。
当局は唯一、略称に「J」を用いている局である。

## 会社概要

### 事業所
- 本社 - 徳島県徳島市中徳島町2丁目5番2号 徳島新聞放送会館内
- 東京支社 - 東京都中央区銀座8丁目14番5号 銀座KMビル2階[注釈 3]
- 大阪支社 - 大阪府大阪市北区中之島3丁目3番23号 中之島ダイビル7階
- 高松支社 - 香川県高松市寿町2丁目3番8号 富田住宅センター寿町貸ビル4階[6][7]

※かつては名古屋・和歌山にも支社があった。
出典

### 子会社
- 徳島放送企画株式会社[4] - 番組製作 他

### 関連会社
出典
- 株式会社四国放送サービス - 番組製作、保険代理店業 他
- 阿讃開発株式会社 - ゴルフ場の経営
- 株式会社ハッピー - スポーツ・フィットネス施設（スイミングスクールなど）の経営

## 沿革

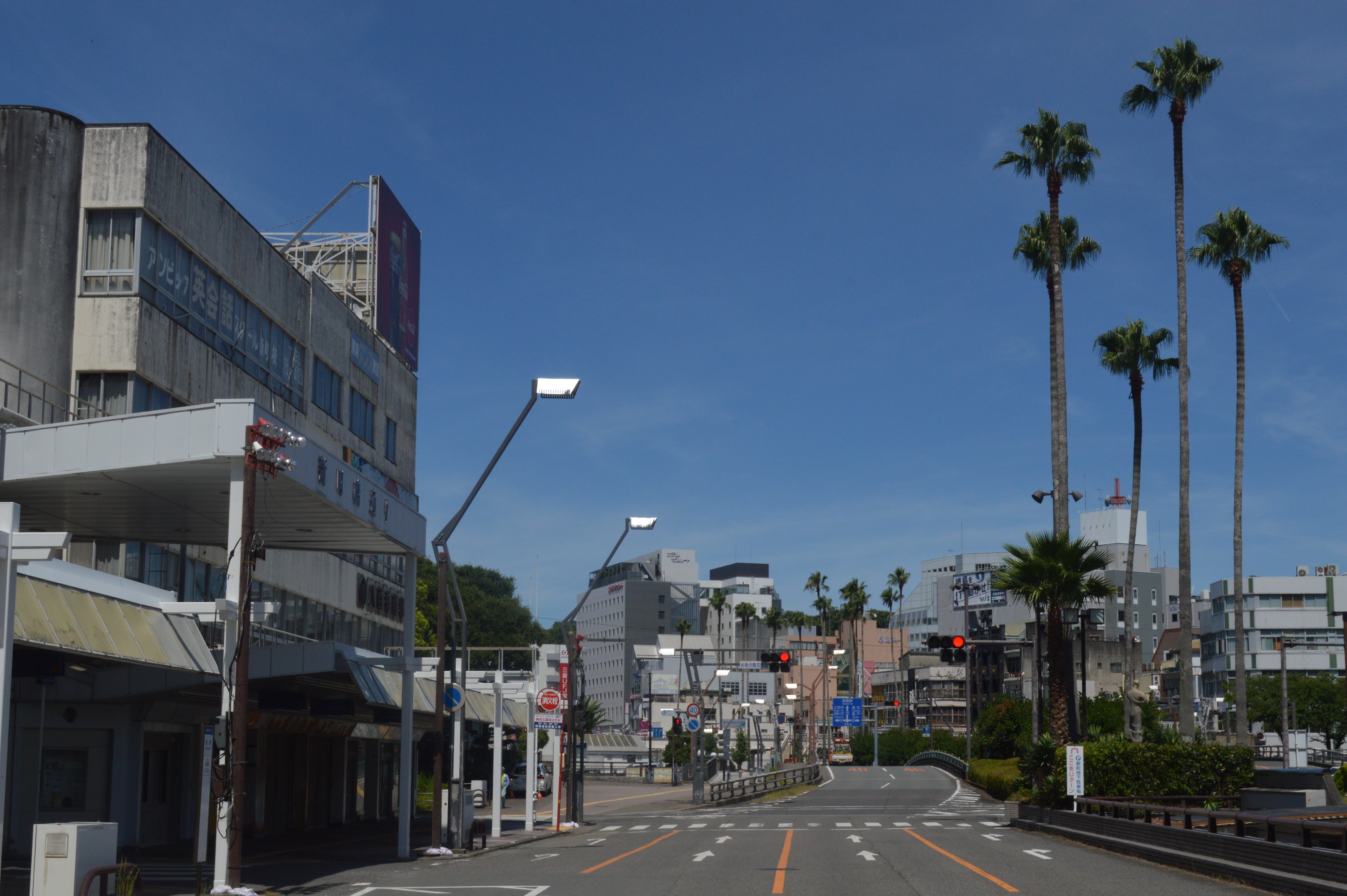
新町橋通り（2022年8月）。左手の建物が「新町チェーンビル」であり、開局時にはこの4階に本社・演奏所が置かれた。

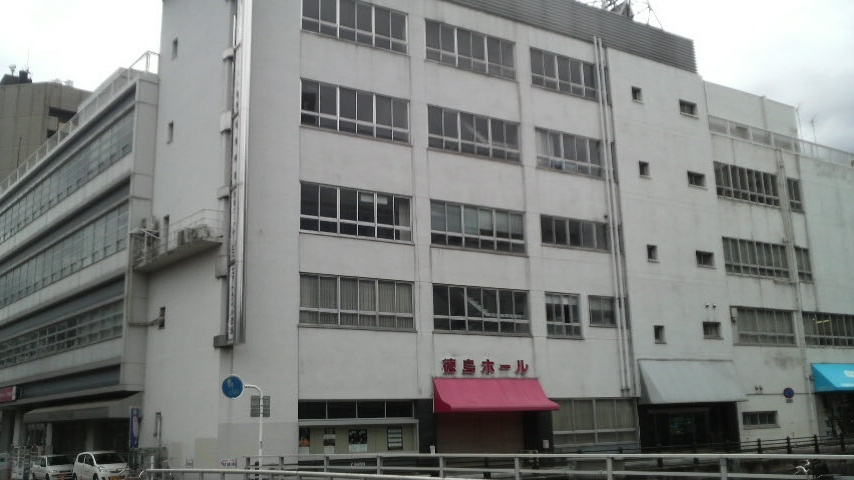
1962年から1984年まで本社・演奏所として使用した「徳島新聞会館」（建物は四国放送移転後の「徳島新聞放送会館別館」時代のもの）。2022年に解体された。

- 1950年（昭和25年）8月 - ラジオ放送局免許申請[8]。
- 1951年（昭和26年）
  - 2月20日 - 創立事務所を徳島新聞社内に設置[8]。
  - 4月21日 - ラジオ予備免許交付[9]。
- 1952年（昭和27年）
  - 3月31日 - 創立総会を開催[10]。
  - 4月7日 - 設立[11]。徳島市新町橋1丁目の新町チェーンビル（建物現存）4階に本社を置く[10]。
  - 6月5日 - ラジオの試験電波発射[10]。
  - 6月10日 - ラジオのサービス放送開始[12]。
  - 6月16日 - ラジオ本免許交付[10]。
  - 7月1日 - ラジオ本放送開始。全国13番目（北日本放送と同日）は中・四国初の開局[10][11]。
- 1953年（昭和28年）
  - 10月1日 - この日開局したラジオ四国（後にラジオ香川→現在の西日本放送）と『四国放送連盟』（SBS）[注釈 5]）を結成。一部番組を相互にネットし合う。
  - 12月1日 - 和歌山県での活動拠点として、和歌山支社を開設[13]。
- 1955年（昭和30年）8月18日 - テレビ放送局免許申請[14]。
- 1956年（昭和31年）7月31日 - ラジオ香川（当時）との『四国放送連盟』を発展的に円満解消。
- 1957年（昭和32年）10月22日 - テレビ予備免許交付[15]。
- 1958年（昭和33年）6月 - 同年1月に起きた「南海丸遭難事故」の報道で、民放連会長賞を受賞[11]。
- 1959年（昭和34年）
  - 3月23日 - テレビ本免許交付[16]。
  - 3月25日 - テレビのサービス放送開始[16]。
  - 4月1日 - テレビ本放送開始[16][11]。ネット編成は日本テレビ主体と定める。
- 1960年（昭和35年）8月1日 - テレビのカラー放送免許申請[17]。
- 1962年（昭和37年）4月1日 - 本社を徳島市幸町1丁目の徳島新聞会館[注釈 6]に移転。
- 1964年（昭和39年）
  - 5月 - テレビ番組『人形浄瑠璃』の放送で、民放連会長賞を受賞[11]。
  - 10月1日 - テレビのカラー放送開始[18]。
- 1965年（昭和40年）5月2日 - ラジオネットワークJRN発足と同時に加盟[19]。
- 1966年（昭和41年）4月1日 - ニュースネットワークNNN発足と同時に加盟。
- 1967年（昭和42年）6月 - 民間放送教育協会（民教協）に加盟。
- 1969年（昭和44年）
  - 6月15日 - ラジオネットワークNRNに加盟。JRNとのクロスネット局になる[20]。
  - 8月 - ローカルテレビニュースをカラー化[11]。
- 1971年（昭和46年）4月3日 - ローカルテレビ番組『おはようとくしま』放送開始（ - 2010年3月26日）[11]。
- 1972年（昭和47年）
  - 4月 - 社史『はたちの四国放送』を発行（四国放送 編、251ページ）。
  - 6月14日 - この日発足のNNSに加盟。
- 1975年（昭和50年）3月31日 - 和歌山支社を閉鎖。和歌山県内に在阪局のサテライト局が整備された上に、テレビ和歌山（WTV）が開局したため[21]。
- 1976年（昭和51年）3月22日 - ラジオ送信所を徳島市住吉島から徳島市川内町に移転[22]。
- 1982年（昭和57年）
  - 4月1日 - 略称が正式に「JRT」と定められる[23]。
  - 4月5日 - 『フォーカス徳島』放送開始[11]。
- 1984年（昭和59年）12月3日 - 本社を現在の中徳島町の「徳島新聞放送会館」（一般社団法人徳島新聞社と社屋を共有）に移転[11][24]。
- 1988年（昭和63年）5月27日 - テレビの音声多重放送を開始[25]。
- 1989年（平成元年）4月4日 - 『撮りたい放題 JRTビデオ広場』放送開始。
- 2000年（平成12年）
  - - テレビ終夜放送開始（NNN24（現在の日テレNEWS24）をサイマル放送、日曜日深夜を除く）
  - - 『第1回四国放送ラジオまつり』を開催。
- 2002年（平成14年）7月 - 社史『四国放送の50年』を発行（四国放送社史編纂室 編、349ページ）。
- 2005年（平成17年）6月 - 地上デジタル放送の予備免許を取得[11]。
- 2006年（平成18年）
  - 2月6日 - 地上デジタル放送対応の主調整室（マスター）設備に更新。（東芝製）
  - 8月 - 地上デジタル放送の試験放送を開始[11]。
  - 9月 - 地上デジタル放送の本免許を取得[11]。
  - 10月1日 - 地上デジタル放送の本放送を開始[11]。
  - 12月1日 - 地上デジタル放送のワンセグ本放送を開始[11]。
- 2007年（平成19年）1月11日 - 紀伊水道を挟んだ和歌山放送（wbs）と地震等の大規模災害時の相互援助協定を締結。
- 2008年（平成20年）9月29日 - 『ゴジカル!』放送開始。
- 2010年（平成22年）3月29日 - 『あさ630』と『おはようとくしま』を統合し、『おはようとくしま プラス』としてリニューアル。また、タイムテーブルのフォーマットも長年同じものであったが、リニューアルされた。
- 2011年（平成23年）
  - 3月31日 - 『おはようとくしま プラス』放送終了。これにより、40年間に渡り放送されてきた、同社の平日朝のローカル情報番組枠が終了した。
  - 7月24日 - 正午にアナログテレビジョン放送が終了、23:55にアナログテレビジョン放送停波。地上デジタル放送に完全移行[11]。
  - 10月1日～10月2日 - 『四国放送まつり』をあすたむらんど徳島で開催。前年までの『四国放送ラジオまつり』から名称変更。
- 2015年（平成27年）4月1日 - 「radiko.jp」でラジオのサイマル配信を開始（徳島県内のみ。エリアフリーの「radiko.jpプレミアム」には参加せず）[11]。
- 2016年（平成28年） - テレビ終夜放送全曜日に拡大。
- 2017年（平成29年）3月31日 - radiko.jpプレミアムでラジオの全国配信開始[26]。
- 2018年（平成30年）
  - 7月7日 - 『撮りたい放題 JRTビデオ広場』放送終了。
  - 9月30日 - FM補完放送（ワイドFM）放送開始[11]。
- 2020年（令和2年）2月16日 - テレビ放送、「NNS標準営放システム」サービス提供開始[27]。
- 2022年（令和4年）
  - 7月1日 - 開局70年。これに合わせてホームページリニューアルに加え、「セブン・スマイル　～すべての笑顔のために!～」という新たなキャッチフレーズと記念ロゴを発表した。
  - 8月1日 - 四国放送アプリリリース[11]。連動企画を行っている番組（テレビ・ラジオを問わず）のクイズやプレゼントの応募に参加できるようになっていて、ポイントを貯めると「四国放送オリジナルグッズ」と交換できる。なお、このポイントの有効期限は1年間（正確には「取得して1年後の月末」に失効する）。

## 資本構成

### 2023年3月31日
出典:
| 資本金 | 発行済株式総数 | 株主数 |
| ------ | -------------- | ------ |
| 4億円  | 800,000株      | 224    |

| 株主                 | 株式数    | 比率   |
| -------------------- | --------- | ------ |
| 徳島新聞社           | 106,955株 | 13.36% |
| 阿波銀行             | 040,000株 | 05.00% |
| 日本テレビ放送網     | 040,000株 | 05.00% |
| 三菱UFJ銀行          | 040,000株 | 05.00% |
| 徳島大正銀行         | 038,000株 | 04.75% |
| 七福トータルサポート | 030,195株 | 03.77% |
| 戎谷一平             | 030,000株 | 03.75% |
| 徳島県               | 030,000株 | 03.75% |
| 徳島新聞メディア     | 025,000株 | 03.12% |
| 徳島バス             | 022,865株 | 02.85% |

### 過去の資本構成
企業・団体は当時の名称。出典：

## ラジオ
ラジオ（中波放送（AM放送））はJRN系列とNRN系列のクロスネット局。中四国で最初に開局したラジオ局である。和歌山放送開局までは和歌山に支社を置き、和歌山県向けの放送もしていた歴史がある。実際、放送対象地域が四国と近畿の管轄の違いから和歌山へ広げられないことから、「南海道放送」の開局計画に出資し、開局させようとした歴史もある。
放送時間は、毎週月曜（日曜深夜）0:00 - 5:00のメンテナンスを除き、5:00を基点とした24時間放送。
自社制作番組が多く、長年平日夜間帯にも自社制作のワイド番組を設定している。平日22・23時台においてキー局制作のワイド番組を同時ネットした実績がない。2023年現在放送されている『バンリク』は西日本放送ラジオ、高知放送にもネットしている。2024年3月で西日本放送『CHIT CHAT RADIO』、高知放送『とさこちラジオw』、2024年9月で南海放送『Tips』が終了し、キー局のネット受けに移行して以降、四国では2025年4月以降FM局を含めて唯一平日昼にワイド番組を放送する局となっている。
長寿番組も多く、特に『希望メロディー』は開局直後の放送開始から変わらず放送されている。
近隣県の放送局とは『中四国ライブネット』を西日本放送ラジオ・南海放送・高知放送・中国放送・RSKラジオ・山陰放送・山口放送）と持ちまわりで製作、放送している。また四国の3局とは2010年9月まで『四国クローバーネット おやつドキッ!』（旧・『四国シーサイドステーション』）を共同製作していたが、2010年10月より、4局それぞれの番組を相互にネットする編成に移行している（2015年4月からは南海放送と他3局のネット関係が縮小されている）。

### 主な受賞歴
- 『阿波の民族音楽と芸能を辿る～檜英司と阿波の遊行』で2021年日本民間放送連盟賞番組部門ラジオ教養番組優秀賞を受賞し教養番組で最優秀賞[注釈 10]に次ぐ総合得点だったことから同賞ラジオ番組グランプリ候補番組となった[32]。
- 『中四国ライブネット 全国で1000台突破! 移動スーパーとくし丸～見えてきた、さらなる暮らしの困りごと～』で2023年日本民間放送連盟賞ラジオグランプリを受賞した[33][34]。部門別のラジオ教養番組で最優秀賞[注釈 11][35]に次ぐ優秀賞だったが同部門の優秀賞6作品の中では最も高い得点だったことから[36]　他の部門の最優秀賞と最も高い得点の優秀賞とともにラジオグランプリ候補作品となり同番組が受賞した。

### ラジオ放送所
| AM放送 | AM放送               | AM放送  | AM放送     | AM放送                  |
| 親局   | 呼出符号             | 周波数  | 空中線電力 | 備考                    |
| ------ | -------------------- | ------- | ---------- | ----------------------- |
| 徳島   | JOJR                 | 1269kHz | 5kW        | [ 38 ]                  |
| 中継局 | 呼出符号             | 周波数  | 空中線電力 | 備考                    |
| 池田   | JOJO（呼出符号廃止） | 1269kHz | 1kW        |                         |
| 牟岐   |                      | 1269kHz | 100W       |                         |
| 日和佐 |                      | 1269kHz | 100W       |                         |
| FM放送 |                      |         |            |                         |
| 中継局 | 呼出符号             | 周波数  | 空中線電力 | 備考                    |
| 徳島   |                      | 93.0MHz | 1kW        | 2018年9月30日本放送開始 |
| 池田   |                      | 93.0MHz | 10W        | 2018年9月30日本放送開始 |
| 日和佐 |                      | 93.0MHz | 100W       | 2020年3月1日本放送開始  |
| 阿南   |                      | 93.9MHz | 10W        | 2020年3月1日本放送開始  |

### 現在放送中の番組
2025年4月時点。
自社制作番組は太字。［西］は西日本放送へ、［高］は高知放送へネット。

#### 平日
| 時                                                                | 月曜日 | 火曜日                                                     | 水曜日                                                                | 木曜日                                                       | 金曜日                                                   |
| ----------------------------------------------------------------- | --- | ---------------------------------------------------------- | --------------------------------------------------------------------- | ------------------------------------------------------------ | -------------------------------------------------------- |
| 5                                                                 | 5:00 おはようミュージック | 5:00 おはようミュージック                                  | 5:00 おはようミュージック                                             | 5:00 おはようミュージック                                    | 5:00 おはようミュージック                                |
| 5                                                                 | 5:10 心のともしび（カトリック善き牧者の会・心のともしび運動本部）                                                            |                                                            |                                                                       |                                                              |                                                          |
| 5                                                                 | 5:15 世の光（太平洋放送協会）                                                                                                |                                                            |                                                                       |                                                              |                                                          |
| 5                                                                 | 5:20 福富弥生的時間（再放送）                                                                                                |                                                            |                                                                       |                                                              |                                                          |
| 5                                                                 | 5:30 Brand-New Morning（TBSラジオ）                                                                                          |                                                            |                                                                       |                                                              |                                                          |
| 6                                                                 | |                                                            |                                                                       |                                                              |                                                          |
| 6:30 おもぞうミュージック                                         | |                                                            |                                                                       |                                                              |                                                          |
| 6:40 解決!知っ得プレミアム                                        | 6:40 イマドキショッピング!                                                                                                   | 6:40 通販ラジオ生活便                                      | 6:40 今旬!いいもの百貨店                                              | 6:40 納得!お得!ラジオショッピング                            |                                                          |
| 6:56 天気予報                                                     | |                                                            |                                                                       |                                                              |                                                          |
| 7                                                                 | 7:00 希望メロディー | 7:00 希望メロディー                                        | 7:00 希望メロディー                                                   | 7:00 希望メロディー                                          | 7:00 希望メロディー                                      |
| 7                                                                 | 7:10 お早う!ニュースネットワーク（ニッポン放送）                                                                             |                                                            |                                                                       |                                                              |                                                          |
| 7                                                                 | 7:25 JRTおはようラジオ ▽7:45 （月 - 水）今旬!いいもの百貨店（木）イトーとスドーのモノ申し隊!（金）お悩みカイホウショッピング |                                                            |                                                                       |                                                              |                                                          |
| 8                                                                 | 8:00 話題のアンテナ 日本全国8時です(TBSラジオ)                                                                               | 8:00 話題のアンテナ 日本全国8時です(TBSラジオ)             | 8:00 話題のアンテナ 日本全国8時です(TBSラジオ)                        | 8:00 話題のアンテナ 日本全国8時です(TBSラジオ)               | 8:00 話題のアンテナ 日本全国8時です(TBSラジオ)           |
| 8                                                                 | 8:15 交通情報 |                                                            |                                                                       |                                                              |                                                          |
| 8                                                                 | 8:20 武田鉄矢・今朝の三枚おろし（文化放送）                                                                                  |                                                            |                                                                       |                                                              |                                                          |
| 8                                                                 | 8:30 ラジオ大福 |                                                            |                                                                       |                                                              |                                                          |
| 9                                                                 | |                                                            |                                                                       |                                                              |                                                          |
| 10                                                                | |                                                            |                                                                       |                                                              |                                                          |
| 11                                                                | |                                                            |                                                                       |                                                              |                                                          |
| 11:40 ラジオなんでも伝言板                                        | |                                                            |                                                                       |                                                              |                                                          |
| 11:45 LUNCHリクエスト（NRN系企画ネット番組）                      | |                                                            |                                                                       |                                                              |                                                          |
| 11:50 歌謡アプローチ                                              | |                                                            |                                                                       |                                                              |                                                          |
| 12                                                                | 12:00 ランチタイムニュース（文化放送)                                                                                        | 12:00 ランチタイムニュース（文化放送)                      | 12:00 ランチタイムニュース（文化放送)                                 | 12:00 ランチタイムニュース（文化放送)                        | 12:00 ランチタイムニュース（文化放送)                    |
| 12                                                                | 12:07 徳島新聞ニュース |                                                            |                                                                       |                                                              |                                                          |
| 12                                                                | 12:10 天気予報 |                                                            |                                                                       |                                                              |                                                          |
| 12                                                                | 12:15 今日は何の日!? |                                                            |                                                                       |                                                              |                                                          |
| 12                                                                | 12:20 徳島三菱ドライブミュージック                                                                                           |                                                            |                                                                       |                                                              |                                                          |
| 12                                                                | 12:35 テレフォン人生相談（ニッポン放送）                                                                                     |                                                            |                                                                       |                                                              |                                                          |
| 12                                                                | 12:55 舩越園子のゴルフコラム                                                                                                 |                                                            |                                                                       |                                                              |                                                          |
| 13                                                                | 13:00 徳島新聞ニュース・天気予報                                                                                             | 13:00 徳島新聞ニュース・天気予報                           | 13:00 徳島新聞ニュース・天気予報                                      | 13:00 徳島新聞ニュース・天気予報                             | 13:00 徳島新聞ニュース・天気予報                         |
| 13                                                                | 13:05 交通情報 |                                                            |                                                                       |                                                              |                                                          |
| 13                                                                | 13:10 身近なことからSDGs | 13:10 身近なことからSDGs                                   | 13:10 身近なことからSDGs                                              | 13:10 身近なことからSDGs                                     | 13:10 朗読のヒロバ（TBSラジオ）                          |
| 13                                                                | 13:20 となりのラジオ |                                                            |                                                                       |                                                              |                                                          |
| 14                                                                | |                                                            |                                                                       |                                                              |                                                          |
| 15                                                                | |                                                            |                                                                       |                                                              |                                                          |
| 16                                                                | |                                                            |                                                                       |                                                              |                                                          |
| 16:30 福富弥生的時間                                              | |                                                            |                                                                       |                                                              |                                                          |
| 16:40 鈴木康博フォークソング・メモリーズ （かしわプロダクション） | 16:40 八神純子 MUSIC TOWN （かしわプロダクション）                                                                           | 16:40 岡村孝子 あの頃ミュージック （かしわプロダクション） | 16:40 夏川りみのたびぐくるちむぐくる （かしわプロダクション）         | 16:40 松元寧音のね～ね～聞いてよ♪                            |                                                          |
| 16:50 あなたにハッピー・メロディ(ニッポン放送)                    | |                                                            |                                                                       |                                                              |                                                          |
| 17                                                                | 17:00 ニュース・パレード（文化放送）                                                                                         | 17:00 ニュース・パレード（文化放送）                       | 17:00 ニュース・パレード（文化放送）                                  | 17:00 ニュース・パレード（文化放送）                         | 17:00 ニュース・パレード（文化放送）                     |
| 17                                                                | 17:15 交通情報 |                                                            |                                                                       |                                                              |                                                          |
| 17                                                                | 17:20 ベストミュージックコレクション・ジャパン                                                                               |                                                            |                                                                       |                                                              |                                                          |
| 17                                                                | 17:30 ネットワークトゥデイ（TBSラジオ）                                                                                      |                                                            |                                                                       |                                                              |                                                          |
| 17                                                                | 17:45 ダーリンハニーの旅列車 出発進行〜!!（かしわプロダクション）                                                            |                                                            |                                                                       |                                                              |                                                          |
| 17                                                                | 17:55 天気予報 | 17:54 建通新聞トピックス                                   | 17:55 天気予報                                                        | 17:55 天気予報                                               | 17:54 建通新聞トピックス                                 |
| 18                                                                | 18:00 JRTラジオ夕刊 | 18:00 JRTラジオ夕刊                                        | 18:00 JRTラジオ夕刊                                                   | 18:00 JRTラジオ夕刊                                          | 18:00 JRTラジオ夕刊                                      |
| 18                                                                | 18:00 JRTラジオ夕刊 | 18:00 JRTラジオ夕刊                                        | 18:15 JRTゴールデンナイター（最大延長 22:00）                         |                                                              |                                                          |
| 18                                                                | 18:30 小松亮太の音楽世界旅行（かしわプロダクション）                                                                         | 18:30 純烈 スーパー銭湯!! （かしわプロダクション）         |                                                                       |                                                              |                                                          |
| 18                                                                | 18:45 岩崎宏美・良美の「お茶にする？」 （エスケープロダクツ）                                                                | 18:45 AMEMIYAのとにかく歌います♪ （エスケープロダクツ）    |                                                                       |                                                              |                                                          |
| 19                                                                | 19:00 ナオミの夢ラジオ（再放送）                                                                                             | 19:00 とくアニ（再放送）                                   |                                                                       |                                                              |                                                          |
| 19                                                                | 19:30 三和シヤッタープレゼンツ 市橋有里の“RUN食健美”〜ヘルシーRunning〜                                                      | 19:30 THIS IS 小泉みつたか（再放送）                       |                                                                       |                                                              |                                                          |
| 20                                                                | 20:00 白井みゆきの♪みゆうじっく♪（西日本放送）                                                                               | 20:00 おやじの青春（再放送）                               |                                                                       |                                                              |                                                          |
| 20                                                                | 20:30 うみともらじお（高知放送）                                                                                             | 20:00 おやじの青春（再放送）                               |                                                                       |                                                              |                                                          |
| 21                                                                | 21:00 バンリク ［西］［高］                                                                                                  | 21:00 バンリク ［西］［高］                                | 21:00 バンリク ［西］［高］                                           | 21:00 バンリク ［西］［高］                                  | 21:00 バンリク ［西］［高］                              |
| 22                                                                | 21:00 バンリク ［西］［高］                                                                                                  | 21:00 バンリク ［西］［高］                                | 21:00 バンリク ［西］［高］                                           | 21:00 バンリク ［西］［高］                                  | 21:00 バンリク ［西］［高］                              |
| 23                                                                | 23:00 STU48のすだちでキュン                                                                                                  | 23:00 古家正亨 K TRACKS（ニッポン放送）                    | 23:00 あばれる君のイグニッションラジオタイム （かしわプロダクション） | 23:00 加藤さんと山口くん（STVラジオ）                        | 23:00 ウイリアムズ浩子のMY FAVORITE JAZZ                 |
| 23                                                                | 23:00 STU48のすだちでキュン                                                                                                  | 23:30 おもぞうミュージック                                 | 23:30 おもぞうミュージック                                            | 23:30 たんぽぽの綿毛time♪                                    | 23:30 ナオミの夢ラジオ［高］                             |
| 23                                                                | 23:00 STU48のすだちでキュン                                                                                                  | 23:35 天気予報                                             |                                                                       | 23:30 たんぽぽの綿毛time♪                                    | 23:30 ナオミの夢ラジオ［高］                             |
| 23                                                                | 23:40 アナログタロウ 痛快!アナログヒッパレ〜♪ （かしわプロダクション）                                                       | 23:40 ものまね SHOW TIME （かしわプロダクション）          | 23:40 X-GUNの激烈!ガッテム （東北放送）                               | 23:40 もしかして どぶろっくだけど!? （かしわプロダクション） | 23:30 ナオミの夢ラジオ［高］                             |
| 0                                                                 | 0:00 レコメン!（文化放送）                                                                                                   | 0:00 レコメン!（文化放送）                                 | 0:00 レコメン!（文化放送）                                            | 0:00 レコメン!（文化放送）                                   | 0:00 嵐・相葉雅紀のレコメン!アラシリミックス（文化放送） |
| 1                                                                 | 1:00 オールナイトニッポン（ニッポン放送）                                                                                    | 1:00 オールナイトニッポン（ニッポン放送）                  | 1:00 オールナイトニッポン（ニッポン放送）                             | 1:00 オールナイトニッポン（ニッポン放送）                    | 1:00 オールナイトニッポン（ニッポン放送）                |
| 2                                                                 | 山田裕貴のオールナイトニッポン                                                                                               | 星野源のオールナイトニッポン                               | 乃木坂46のオールナイトニッポン                                        | ナインティナインのオールナイトニッポン                       | 霜降り明星のオールナイトニッポン                         |
| 3                                                                 | 3:00 オールナイトニッポン0(ZERO)（ニッポン放送）                                                                             | 3:00 オールナイトニッポン0(ZERO)（ニッポン放送）           | 3:00 オールナイトニッポン0(ZERO)（ニッポン放送）                      | 3:00 オールナイトニッポン0(ZERO)（ニッポン放送）             | 3:00 オールナイトニッポン0(ZERO)（ニッポン放送）         |
| 4                                                                 | キタニタツヤのオールナイトニッポン0(ZERO)                                                                                    | あののオールナイトニッポン0(ZERO)                          | 佐久間宣行のオールナイトニッポン0(ZERO)                               | マヂカルラブリーのオールナイトニッポン0(ZERO)                | 三四郎のオールナイトニッポン0(ZERO)                      |
| 4                                                                 | 4:30 上柳昌彦 あさぼらけ（ニッポン放送）                                                                                     |                                                            |                                                                       |                                                              | 三四郎のオールナイトニッポン0(ZERO)                      |

#### 週末
| 時                                         | 土曜日 | 日曜日 |
| ------------------------------------------ | --- | --- |
| 5                                          | 5:00 わたしの図書室（ラジオ日本）                                                                                    | 5:00 三山ひろし 演歌の夜明け                                                                                         |
| 5                                          | 5:30 ニホンのナカミ（FM FUJI）                                                                                       | 5:30 元気印! チータdeマーチ（スバルプランニング）                                                                    |
| 5                                          | 5:45 1万年堂出版の時間                                                                                               | 5:30 元気印! チータdeマーチ（スバルプランニング）                                                                    |
| 6                                          | 6:00 世の光（太平洋放送協会）                                                                                        | 6:00 岩本公水 星の語りべ                                                                                             |
| 6                                          | 6:06 天気予報 | 6:00 岩本公水 星の語りべ                                                                                             |
| 6                                          | 6:10 心のともしび（カトリック善き牧者の会・心のともしび運動本部）                                                    | 6:00 岩本公水 星の語りべ                                                                                             |
| 6                                          | 6:25 解決!知っ得プレミアム                                                                                           | 6:30 まいどあり〜。                                                                                                  |
| 6                                          | 6:40 おはよう!ニッポン全国消防団（ニッポン放送）                                                                     | 6:30 まいどあり〜。                                                                                                  |
| 6                                          | 6:45 世の光 いきいきタイム（太平洋放送協会）                                                                         | |
| 6                                          | 6:50 録音風物誌（火曜会）                                                                                            | |
| 7                                          | 7:00 ベストミュージックコレクション・ジャパン                                                                        | 7:00 天使のモーニングコール（幸福の科学）                                                                            |
| 7                                          | 7:10 今旬!いいもの百貨店                                                                                             | 7:00 天使のモーニングコール（幸福の科学）                                                                            |
| 7                                          | 7:25 時東ぁみの危機耳ラジオ!〜その時のために〜（かしわプロダクション）                                               | |
| 7                                          | 7:30 今旬!いいもの百貨店                                                                                             | |
| 7                                          | 7:45 わくわくお届け便                                                                                                | |
| 7                                          | 7:50 ラジオ遍路・88の音巡り（四国AM4局週替わり制作）                                                                 | |
| 8                                          | 8:00 話題のアンテナ 日本全国8時です（TBSラジオ）                                                                     | 8:00 ONE-J（TBSラジオ）                                                                                              |
| 8                                          | 8:15 交通情報 | 8:00 ONE-J（TBSラジオ）                                                                                              |
| 8                                          | 8:20 徳島新聞ニュース                                                                                                | 8:00 ONE-J（TBSラジオ）                                                                                              |
| 8                                          | 8:30 あわ きらめきびと 人生の扉                                                                                      | 8:00 ONE-J（TBSラジオ）                                                                                              |
| 8                                          | 8:55 交通情報 | 8:00 ONE-J（TBSラジオ）                                                                                              |
| 9                                          | 9:00 週刊 なるほど!ニッポン（ニッポン放送）                                                                          | 8:00 ONE-J（TBSラジオ）                                                                                              |
| 9                                          | 9:10 Buy Now | 8:00 ONE-J（TBSラジオ）                                                                                              |
| 9                                          | 9:25 イマドキショッピング!                                                                                           | 8:00 ONE-J（TBSラジオ）                                                                                              |
| 9                                          | 9:40 となりの雑談 | 8:00 ONE-J（TBSラジオ）                                                                                              |
| 9                                          | 9:55 交通情報 | 8:00 ONE-J（TBSラジオ）                                                                                              |
| 10                                         | 10:00 波のりラジオWeek End Fever（西日本放送）                                                                       | 10:00 ワローのコレはどうかな?（高知放送）                                                                            |
| 11                                         | 11:00 ラジオ広場 土曜ワイド徳島                                                                                      | 11:00 板東男節 ［高］                                                                                                |
| 12                                         | 11:00 ラジオ広場 土曜ワイド徳島                                                                                      | 12:00 JRTミュージックノート（第1週） 丸岡いずみのまるごとラジオ（第2週） Radioであわんで!～つなぐ徳島～（第3 - 5週） |
| 12                                         | 11:00 ラジオ広場 土曜ワイド徳島                                                                                      | 12:30 イマドキショッピング!                                                                                          |
| 12                                         | 11:00 ラジオ広場 土曜ワイド徳島                                                                                      | 12:45 ukkaり娘の浮かれでぃお（かしわプロダクション）                                                                 |
| 12                                         | 11:00 ラジオ広場 土曜ワイド徳島                                                                                      | 12:55 徳島新聞ニュース・天気予報                                                                                     |
| 13                                         | 13:00 演歌deリクエスト                                                                                               | 13:00 JRT日曜懐メロ大全集                                                                                            |
| 14                                         | 13:00 演歌deリクエスト                                                                                               | 13:00 JRT日曜懐メロ大全集                                                                                            |
| 14:20 徳島新聞ニュース                     | | 13:00 JRT日曜懐メロ大全集                                                                                            |
| 14:25 交通情報                             | | 13:00 JRT日曜懐メロ大全集                                                                                            |
| 14:30 旬!SHUN!ピックアップ                 | | 13:00 JRT日曜懐メロ大全集                                                                                            |
| 14:45 水森英夫のチップイン歌謡曲（火曜会） | | 13:00 JRT日曜懐メロ大全集                                                                                            |
| 15                                         | | 13:00 JRT日曜懐メロ大全集                                                                                            |
| 15:15 天気予報                             | | 13:00 JRT日曜懐メロ大全集                                                                                            |
| 15:20 ラジオ遍路・88の音巡り（再放送）     | | 13:00 JRT日曜懐メロ大全集                                                                                            |
| 15:30 亀淵昭信のお宝POPS（火曜会）         | | 13:00 JRT日曜懐メロ大全集                                                                                            |
| 15:55 徳島新聞ニュース・天気予報           | | |
| 16                                         | 16:00 納得!お得!ラジオショッピング                                                                                   | 16:00 昭和歌謡セレクション（ラジオNIKKEI）                                                                           |
| 16                                         | 16:15 交通情報 | 16:00 昭和歌謡セレクション（ラジオNIKKEI）                                                                           |
| 16                                         | 16:20 徳島新聞ニュース                                                                                               | 16:00 昭和歌謡セレクション（ラジオNIKKEI）                                                                           |
| 16                                         | 16:30 おやじの青春 ［西］［高］                                                                                      | 16:30 あにまにあ（北陸放送）                                                                                         |
| 17                                         | 16:30 おやじの青春 ［西］［高］                                                                                      | 17:00 THIS IS 小泉みつたか                                                                                           |
| 17                                         | 17:30 青春メロディ商店街 おまかせください!（エスケープロダクツ）                                                     | 17:30 アナ×アナ |
| 17                                         | 17:45 ウィークエンドネットワーク（TBSラジオ）                                                                        | 17:45 ここが好きやけん、とくしま                                                                                     |
| 17                                         | 17:50 JRTラジオ夕刊                                                                                                  | 17:50 徳島新聞ニュース                                                                                               |
| 18                                         | 18:00 まつながごはん〜いつもが最後の晩餐〜（第1・2週） キョートリアル!コンニチ的チュートリアル（KBS京都、第3 - 5週） | 18:00 中四国ライブネット（中国放送・中四国AM8局週替わり制作）                                                        |
| 18                                         | 18:30 とくアニ | 18:00 中四国ライブネット（中国放送・中四国AM8局週替わり制作）                                                        |
| 19                                         | 19:00 イモトアヤコのすっぴんしゃん（TBSラジオ）                                                                      | 18:00 中四国ライブネット（中国放送・中四国AM8局週替わり制作）                                                        |
| 19                                         | 19:30 サステバ（TBSラジオ）                                                                                          | 18:00 中四国ライブネット（中国放送・中四国AM8局週替わり制作）                                                        |
| 20                                         | 20:00 空気階段の踊り場（TBSラジオ）                                                                                  | 20:00 杉ノ内柚樹のミュージック・さえら（西日本放送）                                                                 |
| 21                                         | 21:00 板東男節（再放送）                                                                                             | 20:00 杉ノ内柚樹のミュージック・さえら（西日本放送）                                                                 |
| 22                                         | 22:00 かつお&さゆりのB級ラジオ図鑑（高知放送）                                                                       | 22:00 SUNラジ! |
| 22                                         | 22:00 かつお&さゆりのB級ラジオ図鑑（高知放送）                                                                       | 22:30 ベストミュージックコレクション・ジャパン（かしわプロダクション）                                               |
| 23                                         | 23:00 音楽☆とらのアナ（火曜会）                                                                                      | |
| 23                                         | 23:00 音楽☆とらのアナ（火曜会）                                                                                      | 23:29 天気予報 |
| 23                                         | 23:30 SixTONESのオールナイトニッポンサタデースペシャル （ニッポン放送）                                              | 23:30 問わず語りの神田伯山（TBSラジオ）                                                                              |
| 0                                          | 23:30 SixTONESのオールナイトニッポンサタデースペシャル （ニッポン放送）                                              | （0:00 - 5:00 放送休止）                                                                                             |
| 1                                          | 1:00 オードリーのオールナイトニッポン（ニッポン放送）                                                                | （0:00 - 5:00 放送休止）                                                                                             |
| 2                                          | 1:00 オードリーのオールナイトニッポン（ニッポン放送）                                                                | （0:00 - 5:00 放送休止）                                                                                             |
| 3                                          | 3:00 オールナイトニッポン0(ZERO)（ニッポン放送）                                                                     | （0:00 - 5:00 放送休止）                                                                                             |
| 4                                          | ヤーレンズのオールナイトニッポン0(ZERO)（最終週）                                                                    | （0:00 - 5:00 放送休止）                                                                                             |

#### ナイターシーズンのみ放送
- JRTゴールデンナイター（ニッポン放送 ほか、最大延長22時迄）
  - ラジオを持ってスタジアムへ行こう!徳島インディゴソックス戦中継（四国アイランドリーグplus・徳島インディゴソックス戦を自主制作）

#### 特別番組など
- 天皇盃 全国男子駅伝実況中継（中国放送より毎年1月第3日曜 12:15にネット）
- ボートレースラジオ実況中継（文化放送、ボートレース鳴門での開催時にはJRTアナウンサーを派遣）
- ニューイヤー駅伝（TBSラジオ、毎年1月1日 9:00 - 14:30）
- 東京箱根間往復大学駅伝競走実況中継（文化放送、毎年1月2日・3日 9:00 - 14:00）

#### 過去に放送した自社制作番組
平日午前
- 松本彰夫・坂東志朗の朝いちばん
- 朝のジョッキー
- こちら徳島幸町
- こちら徳島JRT Part I
- えんやこらワイド（1984年10月 - 2016年3月）
- JRTラジオ あさ一番（ - 2023年3月）

平日午後
- 午後のジョッキー
- JRなまなま情報 聞かなきゃそんそん
- こちら徳島JRT Part II
- 岡本和夫のええDAYだあ
- 午後はこれからはりきりワイド（1989年4月 - 2003年9月）
- JRTランチタイムニュース[注釈 18]

平日夜
- 徳島発 週刊チョークプロレス（1994年6月 - 2001年3月）
- 岡本和夫のTOKOTON Radio（1995年10月 - 2004年9月）
- COMEON!電リク!ミュージックパーティー （ - 1999年9月）
- DJ天国!クジラジオ（1999年10月 - 2004年9月）
- めっさGO!シリーズ
  - 松竹若手芸人レギュラー争奪番組 めっさGO!～R1269指定～（2003年10月 - 2004年3月）
  - オーケイのめっさGO!（2004年4月 - 2005年3月）
  - なすなかにしのめっさGO!（2005年4月 - 2006年3月）
  - チョップリン・なすなかにしのめっさGO!（2006年4月 - 9月）
  - チョップリンのめっさGO!+1（2006年10月 - 2007年9月）
  - のろしのめっさGO!（2007年10月 - 2008年9月）
- Okamotoy-オカモトイ!-（2006年4月 - 2008年3月）
- 保岡栄二のナイトフライト!（2008年4月 - 9月）
- ちょっとパジャマは早すぎる!（ - 2011年3月）
- ちひろ×ROCK（2011年4月 - 2012年3月）
- 保岡栄二のShall We Dance?（2013年10月 - 2016年3月）
- ニュースワイド21 きょうの徳島（2004年10月 - ）→ニュース&スポーツ きょうの徳島
- 徳島すぽーつ倶楽部（ - 2018年3月）
- 江間丈のEmargency（2018年4月 - 2019年3月）
- 全開!はせがわーるど（2018年4月 - 2019年3月）
- 妄想酒場（ - 2019年3月）
- 島川未有のみゆみゆクリニック→島川未有のみゆみゆトラベル（2012年4月 - 2020年3月）
- AKB48チーム8の濵松里緒菜やけん!（2015年4月 - 2017年6月）
- AKB48チーム8のこれを聴かんと眠れんよぉ〜!!（2017年7月 - 2021年3月）
- 野口七海のなないろラジオ（2019年4月 - 2021年3月）
- 江間丈のJRT school（ - 2021年3月）
- あゆみの歩み（ - 2021年3月）
- 大坪奈津子の脳内アドベンチャー（2020年4月 - 2022年3月）
- 喫茶 ハルコ（2022年4月 - 2023年3月）
- アナのつぶやき（2023年4月 - 2025年3月）

土曜日
- 土曜の朝は龍ちゃんです
- おはよう龍ちゃんです
- 土曜フレッシュパトロール
- おもしろウィークエンド
- 土曜川柳 Let's五七五（ - 2008年9月、現在は『ラジオ広場 土曜ワイド徳島』のコーナーに）
- 高木アキラのSOUND TODAY（ - 2006年3月）
- グループ対抗歌合戦（ - 2010年1月）
- 四国クローバーネット おやつドキッ!（西日本放送・南海放送・高知放送との共同製作・ - 2010年9月）
- サタデージャンクション とんでもナイト（1983年4月 - 2001年3月）
- ヤングスタジオ
- 江間丈の身の丈知らず!!（2017年10月 - 2019年3月）
- こころの診療アラカルテ（2011年 - 2024年3月）
- 昭和楽しや♪かしましラジオ（2021年4月 - 2024年3月）

日曜日
- 演歌♪懐メロ日曜3時間（1977年4月 - 、「日曜懐メロ大全集」に改題）
- JRTサンデーウェーブ（1991年10月 - 2008年9月）
- あんたがたいしょう（1980年7月 - 2008年9月）
- パワフルトクシマどないしょん（1978年10月 - 2006年3月）
- 松本ミーハー堂（2006年4月 - 2008年9月）
- 交通戦争あなたの場合（1966年 - 2017年3月）
- 日乃出ミュージックグラフ（1953年1月 - 2022年3月）[注釈 19]
- ふるさとラジオ小説（ - 2023年9月）
- 伝えよう、感謝のことば（- 2024年6月）
- 週刊よし★じゅん（2016年4月 - 2024年9月）
- 森本真司のうちんくラジオ（2022年4月 - 2025年3月）[注釈 20]

その他
- 洋盤懐メロ（1980年4月 - 不明）
- オールとくしまDOKIDOKIステーション
- 天光軒満月の元気なDAY！
- 晴弘・まり子のまだまだ青春
- サウンズ・ウィズ・コーク
- モーニングスタジオ
- 4時の軽音楽
- 青春電リク130分
- グッドフレンズ四国
- ハローリクエスト
- 坂上昭子のWOMAN'S（2000年5月 - 2001年6月）
- メールどっとこい（2001年5月 - 9月）
- ようこそ徳大工学部研究室へ（ - 2010年10月）
- リフォームしようよ!（2011年1月 - 3月）
- 井上英里香の四季えりエリッ!（2011年4月 - 2012年3月）
- 奥田麻衣のOMG（2011年4月 - 2012年3月）
- 阿波の民話（2008年4月 - 2012年3月）
- 清水幸二のザ・ミュージック（2012年4月 - 2018年3月）
- 小玉晋平のあなたと夜と音楽と→小玉晋平のミュージックアベニュー→小玉晋平のミュージックランドスケープ（ - 2021年3月）
- あのとき☆ラジオ（2019年4月 - 2022年3月）[注釈 21]
- えほんの世界（2021年4月 - 2022年3月）[注釈 22]
- 中山千佳子のマイフェイバリット（2015年4月 - 2021年9月、2022年4月 - 2023年3月）
- 小玉晋平のきかなきゃソンソン、アニソン尊!!（2011年10月 - 2022年9月）→きかなきゃソンソン、アニソン尊!! （2022年10月 - 2024年3月）[注釈 23]

## テレビ
テレビは日本テレビ系列（NNN・NNS）で、かつ徳島県唯一の民放テレビ局である。これは周辺他府県のテレビ局が、徳島県の海岸沿いを中心とした広い地域で直接受信できる状態であることが大きい。なお、2局目としてニュー徳島放送が開局する予定でコールサインまで与えられたが、期限までに会社を設立できず予備免許は失効となり、その後も開局に向けた動きはなく、チャンネル割当ても取り消されてしまった。リモコンキーIDはアナログ親局の1chから「1」。『サザエさん』打ち切りにより（後述）フジテレビ系列の番組ネットが全廃された2025年3月までは日本の民放テレビ5系列全ての番組を放送している日本唯一の民放テレビ局であった。
TBS系列やテレビ朝日系列、テレビ東京系列など他の系列の番組も一部放送されているが、近年では激減しており、加盟系列である日本テレビ系列番組が多くなってきている。
かつてUHF帯が広く使われていなかった時代（1967年以前）には、和歌山県の大半が近畿局の難視聴地域であったうえ、対岸のJRTは海越え（海上伝播）でもあり良好に受信できたため、この局を受信する世帯が多かった。現在でも、和歌山県向けの全国紙テレビ欄にはJRTの番組表が掲載されている。

### 徳島県内のGガイドについて
Gガイドは、本来は各地のTBS（JNN）系列局がホスト局になっているが、本局は徳島県唯一の地元民放テレビ局のため、特例扱いとして本局としては唯一日本テレビ（NNN/NNS）系列局によるGガイド（デジタルのみ）の番組データの配信を行っている。なお、かつてのアナログGガイドの番組データの配信はTBS（JNN）系列局の毎日放送が対応していた。

### 本社スタジオ
- 第1スタジオ（約100坪）:『ゴジカル!』等
- 第2スタジオ（約33坪）:『フォーカス徳島』等

### テレビ放送所

#### デジタルテレビ放送
| JRT徳島デジタルテレビジョン放送局 | JRT徳島デジタルテレビジョン放送局 | JRT徳島デジタルテレビジョン放送局 | JRT徳島デジタルテレビジョン放送局           |
| --------------------------------- | --------------------------------- | --------------------------------- | ------------------------------------------- |
| 呼出符号                          | 呼出符号                          | 呼出符号                          | JOJR-DTV                                    |
| 呼出名称                          | 呼出名称                          | 呼出名称                          | しこくほうそうデジタルテレビジョン          |
| リモコンキーID                    | リモコンキーID                    | リモコンキーID                    | 1ch                                         |
| 31ch                              | 周波数                            | 周波数                            | 581.142857 MHz                              |
| 31ch                              | 電力                              | 空中線                            | 1 kW                                        |
| 31ch                              | 電力                              | 実効輻射                          | 6.5 kW（送信アンテナ移設前は4.3kW）         |
| 31ch                              | 所在地                            | 所在地                            | 徳島県徳島市眉山町字茂助ヶ原9番10号（眉山） |

- 日本テレビ系列局では青森放送（青森県）、北日本放送（富山県）、日本海テレビジョン放送（鳥取県・島根県）もリモコンキーID「1」を使用している。
- また日本テレビ系列局でリモコンキーID「4」を使用していない局は、ほかに「3」のテレビ宮崎（宮崎県、クロスネット局）、「5」の札幌テレビ放送（北海道、アナログ親局5chを踏襲）と福岡放送（福岡県、先に開局したTBS系列局のRKB毎日放送がアナログ親局のチャンネルと同じ「4」を使用しているため、テレビ朝日系列局の九州朝日放送が「1」を選択（アナログ親局1chを踏襲）したことで空いていた番号を選択）、「7」の福井放送（福井県、クロスネット局）、「10」の読売テレビ放送（近畿広域圏、アナログ親局10chを踏襲）がある。

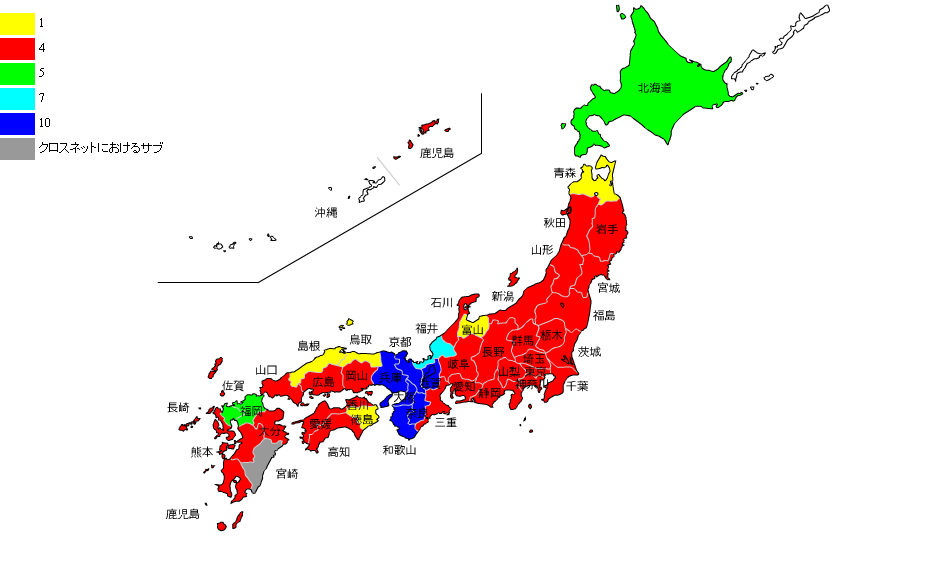
NNN系列のリモコンキーID地図

- このためNHK徳島総合デジタルテレビジョンのリモコンキーIDは「3」が割り当てられた。

##### 主なデジタル中継局
Vは垂直偏波
- 31ch 30W…日和佐
- 31ch 3W…池田、美馬、佐那河内、阿南内原、井川、西祖谷山、三好久保（V）、三好大野
- 31ch 1W…阿南新野、三好吾橋、三好井内谷
- 31ch 0.5W…鳴門瀬戸
- 31ch 0.3W…三加茂町森清
- 22ch 3W…阿南、勝浦、つるぎ明谷、つるぎ川又、東祖谷山
- 22ch 1W…宍喰、つるぎ剪宇、三好大歩危
- 22ch 0.3W…小松島櫛渕（V）、脇町西赤谷
- 22ch 0.1W…三加茂町加茂山（V）
- 22ch 0.05W…阿南古毛
- 32ch 3W…牟岐
- 33ch 3W…神山、上勝、一宇
- 33ch 1W…阿波（以前は22chだったが混信対策のため2012年7月2日に変更）
- 14ch 3W…山城
- 14ch 1W…三好松尾

出典

#### アナログテレビ放送
2011年7月24日で廃局時点
| JRT徳島標準テレビジョン放送局 | JRT徳島標準テレビジョン放送局 | JRT徳島標準テレビジョン放送局 | JRT徳島標準テレビジョン放送局               | JRT徳島標準テレビジョン放送局               |                                             |
| ----------------------------- | ----------------------------- | ----------------------------- | ------------------------------------------- | ------------------------------------------- | ------------------------------------------- |
| 呼出符号                      | 呼出符号                      | 呼出符号                      | JOJR-TV                                     | JOJR-TV                                     |                                             |
| 呼出名称                      | 呼出名称                      | 呼出名称                      | しこくほうそうテレビジョン                  | しこくほうそうテレビジョン                  |                                             |
| 1ch                           | 中心周波数                    | 中心周波数                    | 93 MHz                                      | 93 MHz                                      |                                             |
| 1ch                           |                               |                               | 映像                                        | 音声                                        |                                             |
| 1ch                           | 周波数                        | 周波数                        | 91.25MHz                                    | 95.75 MHz                                   |                                             |
| 1ch                           | 電力                          | 空中線                        | 1 kW                                        | 250 W                                       |                                             |
| 1ch                           | 電力                          | 実効輻射                      | 6 kW                                        | 1.5 kW                                      |                                             |
| 1ch                           | 所在地                        | 所在地                        | 徳島県徳島市眉山町字茂助ヶ原9番10号（眉山） | 徳島県徳島市眉山町字茂助ヶ原9番10号（眉山） | 徳島県徳島市眉山町字茂助ヶ原9番10号（眉山） |
| ※施設はFM徳島と共用           |                               |                               |                                             |                                             |                                             |

##### 主なアナログ中継局
- 日和佐 11ch 100 W
- 阿南 33ch 30 W
- 勝浦 60ch 30 W
- 阿波 59ch 10 W
- 美馬 10ch 3 W
- 池田 8ch 2 W
- 牟岐 10ch 1 W

#### 情報カメラ
- 四国放送本社
- 眉山山頂
- 徳島阿波おどり空港
- 鳴門（大鳴門橋付近）
- 三好市池田（池田ダム付近）
- 美波町日和佐（大浜海岸付近）

### 放送中の番組
- 日本テレビ系の番組は、全編ローカルセールス枠の番組のみ表記。

#### 自社制作番組
- ZIP!とくしま（月曜 - 金曜 7:40頃 - 7:55）
- 徳島新聞ニュース（月曜 - 土曜 11:40 - 11:45、日曜 11:25 - 11:30、他）
- ゴジカル!（月曜 - 金曜 16:45 - 17:53、再放送・火曜 - 金曜 1:29 - 2:37（月曜 - 木曜 深夜）、土曜 1:59 - 3:07（金曜深夜））
- フォーカス徳島（月曜 - 木曜 18:15 - 18:56、金曜 18:15 - 18:51）
- 情報ナイト（火曜 0:54 - 0:59（月曜深夜））
- トクシィ便り（第3火曜 17:35 - 17:40）[42]
- 徳島すうぷ文庫（最終水曜 19:54 - 20:00）
- ヒルとく情報（木曜 11:25 - 11:30）
- くらしの情報（金曜 11:25 - 11:30）[43]
- とくしまタイムズ（金曜 18:56 - 19:00、再放送・水曜 0:54 - 0:59（火曜深夜））[44]
- 住まいるTV（土曜 10:25 - 10:30）
- キッカケ!TV（土曜 11:25 - 11:30）
- トクシマ!リマーク!（土曜 16:55 - 17:00）
- もっと!おもっしょいぞう（土曜 17:25 - 17:30）
- 週刊フォーカス徳島（日曜 10:25 - 11:05）
- KICK OFF! TOKUSHIMA（日曜 11:05 - 11:20）
- TOKUSHIMA NEXT（日曜 11:20 - 11:25）

#### 日本テレビ系列番組
太字は同時ネット。
- VS.超特急（火曜 0:59 - 1:29（月曜深夜）
- 乃木坂スター誕生!SIX（水曜 0:59 - 1:29（火曜深夜））
- 浜ちゃんが!（木曜 0:59 - 1:29（水曜深夜）、読売テレビ制作）
- それいけ!アンパンマン（木曜 10:55 - 11:25）
- オードリーさん、ぜひ会ってほしい人がいるんです。（金曜 0:59 - 1:29（木曜深夜）、中京テレビ制作）
- ニノさん（金曜 19:00 - 19:56）
- Friday's EDGE（土曜 0:30 - 0:59（金曜深夜））
- バズリズム02（土曜 0:59 - 1:59（金曜深夜））
- オー!マイゴッド!私だけの神様、教えます（土曜 9:25 - 10:20）
- サクサクヒムヒム ☆推しの降る夜☆（土曜 23:30 - 23:55）
- 一茂×かまいたち ゲンバ（日曜 0:55 - 1:55 (土曜深夜) ）
- 光が死んだ夏（日曜 1:55 - 2:25（土曜深夜））
- にけつッ!!（日曜 2:25- 2:55（土曜深夜）、読売テレビ制作）
- 24時間テレビチャリティー・リポート（日曜 6:10 - 6:15）
- 所さんの目がテン!（日曜 7:00 - 7:30）
- 上沼・高田のクギズケ!（日曜 11:40 - 12:35、読売テレビ・中京テレビ制作）
- そこまで言って委員会NP（日曜 13:30 - 15:00、読売テレビ制作）
- サンデーPUSHスポーツ（日曜 16:55 - 17:25）
- ダウンタウンのガキの使いやあらへんで!（日曜 23:25 - 23:55）

#### 他系列番組

##### テレビ朝日系列
- 仮面ライダーシリーズ（火曜 10:55 - 11:25、現在は『仮面ライダーガヴ』を放送中）
- スーパー戦隊シリーズ（金曜 10:55 - 11:25、現在は『ナンバーワン戦隊ゴジュウジャー』を放送中）
- ポツンと一軒家（日曜 15:00 - 16:00、朝日放送テレビ制作）

##### TBS系列
- 日曜劇場（日曜 16:00 - 16:55）

##### テレビ東京系列
- 開運!なんでも鑑定団（土曜 13:30 - 14:30）
- ポケットモンスター（日曜 6:30 - 7:00）
- 出川哲朗の充電させてもらえませんか?（日曜 12:35 - 13:30）

##### 民間放送教育協会企画番組
- 日本のチカラ（水曜 10:55 - 11:25）

### 過去に放送した番組
- レギュラー放送されたものに限る。（単発放送や穴埋めとして放送されたものは含まない）
- 日本テレビ系の番組は、全編ローカルセールス枠の番組のみ表記。
- ◇は、朝ドラ!、「JRT奥様劇場」（ - 2011年4月8日）や、かつてあったドラマの集中放送枠（平日 5:20 - 6:15や16:00 - 16:55）でネットされたもの。
- ※は、番組自体は継続中。

#### 自社制作番組
- テレビ家庭相談所（1960年頃）
- ふるさとの顔（1960年頃）
- JRテレビホール（1965年頃）
- JRスタジオです（1960年代後半、平日 15:00 - 15:30）
- JRファミリーショー（1960年代後半）
- JR親子バラエティー（1960年代後半）
- ウィークエンド6（1960年代後半）
- 徳島新聞テレビ夕刊（1970年代中期? - 1982年3月）
- すだちっ子[45]（1988年頃）
- Do Night Show!（2001年10月 - 2003年3月22日）[46]
- 土曜はナイショ!（2003年4月5日 - 2004年3月27日）[47]- 『Do Night Show!』の時間移行版
- 530フォーカス徳島（1999年4月5日 - 2008年9月26日）
- あさ630（1993年4月5日 - 2010年3月26日、放送開始当時は『朝6・45』）
- おはようとくしま[45]（1971年4月3日 - 2010年3月26日）
- おはようとくしま プラス（2010年3月29日 - 2011年3月31日）
- タカガワゴルフ王国シリーズ（2009年1月11日 - 2011年12月25日）
- 未来☆スイッチ（2012年2月1日 - 2012年3月27日）
- ゆめとくテレビ（2011年11月24日 - 2013年2月28日）
- ヤン坊マー坊天気予報（ - 2013年3月29日）
- ぐぐっと、ぐっさん（2013年10月10日 - 2014年9月27日　瀬戸内海放送との共同制作）
- OUR徳島[45]（2001年頃、徳島県広報番組）
- 週刊あわのかわらばん（ - 2015年9月18日、徳島県広報番組）
- 旬感!あわだより（2015年10月2日 - 2024年3月22日、徳島県広報番組）
- マイシティとくしま[45]（ - 2019年3月31日、徳島市広報番組）
- トクシィ便り（2019年4月16日 - 2021年3月29日、ゴジカル!内月1回原則第3火曜日放送、徳島市広報番組）
- スマイル!キンタロー。（2014年11月6日 - 2018年1月25日）[48]
- やっさんのBar（2015年12月9日 - 2017年9月27日）
- 撮りたい放題 JRTビデオ広場（1989年4月4日 - 2018年7月7日、月1回放送）
- JRTスペシャル（月1回放送）
- もっと!おもっしょいぞう
- 住まいるTV
- TOKUstation
- いただきま〜す 笑味ちゃん食堂

#### 日本テレビ系列
- THE夜もヒッパレ[49][注釈 27]（途中打ち切り）→電波少年に毛が生えた 最後の聖戦[注釈 27]→雲と波と少年と[注釈 27]→エンタの神様[注釈 27][注釈 28]
- それ行けKinKi大冒険[49]
- 進め!電波少年[50]→進ぬ!電波少年[51]（共に遅れネット）
- 雷波少年[51]
- DAISUKI![50]
- Good Night フールー（2016年4月18日 - 2017年3月27日）
- シンドラ
- 超・乃木坂スター誕生!
- 1×8いこうよ!（札幌テレビ制作、2014年10月14日 - 2019年9月24日）※
- スーパーチャンプル（中京テレビ制作、2006年10月 - 2009年3月31日）
- フットンダ（中京テレビ制作、2009年4月2日 - 2014年3月27日）
- ビックラコイタ箱（中京テレビ制作、2014年4月3日 - 2016年9月29日）
- 採用!フリップNEWS（中京テレビ制作、2016年10月6日 - 2018年10月4日）
- この人に逢わせて喜ばせたい!逢喜利（中京テレビ制作、2018年10月11日 - 2019年4月18日）
- 金田一少年の事件簿 (アニメ)[51][注釈 27]→犬夜叉 (アニメ)[注釈 27][注釈 28]（共に読売テレビ制作）
- 大阪ほんわかテレビ[52]（読売テレビ制作）※
- ガリゲル（読売テレビ制作）
- STU↗でんつ!（広島テレビ制作）

#### 他系列番組

##### テレビ朝日系列
- モーニングショー[45]（1966年7月4日 - 1993年4月2日）※→ スーパーモーニング（1993年4月5日 - 2011年3月31日）
- あまから問答[45]
- クイズタイムショック[53]（1984年4月以降）
- 100万円クイズハンター[54]
- ベストヒットUSA[54]
- 美女紀行!E湯!E味[54]
- 象印クイズ ヒントでピント[54]
- 愛川欽也の探検レストラン[53]
- ビートたけしのスポーツ大将
- さんまのナンでもダービー
- ウッチャンナンチャンの炎のチャレンジャーこれができたら100万円!![49]
- ぷらちなロンドンブーツ[51]
- カーグラフィックTV※
- キャンディ・キャンディ
- 花の子ルンルン
- 徹子の部屋[45]※
- 誘われて二人旅[45]
- 銭形金太郎
- さまぁ〜ず・優香の怪しいホール貸しちゃうのかよ!!
- おはよう!CNN[53]→ANNニュースフレッシュ[45]
- CNNデイブレイク
- パパパパパフィー[51]
- ビデオあなたが主役[55]→ビデオあんたが主役
- ワールドプロレスリング[45]※
- クレヨンしんちゃん※
- ドラえもん（テレビ朝日版、1979年）[45]（1997年3月で打ち切り[50]、番組自体は第2期として※、日本テレビ版(1973年)も放送）
- 聖闘士星矢[45]→悪魔くん（アニメ版）
- 魔法少女ララベル
- あまから問答[49]
- きんぎょ注意報!
- 美少女戦士セーラームーン[49]シリーズ（2003年度のドラマ版は当局では未放送）
- SLAM DUNK
- 地獄先生ぬ〜べ〜（2014年の日テレ実写版ドラマも当局で放送）
- 忍ペンまん丸
- アパッチ野球軍
- 魔法使いサリー（第1作のみ放映）→ひみつのアッコちゃん（第1作）→魔法のマコちゃん→さるとびエッちゃん
- タイガーマスク二世
- ピュンピュン丸
- 透明ドリちゃん
- オバケのQ太郎[54]（第3作、30分版のみ放送）
- エスパー魔美（月曜 19:00 - 19:30[56][45]）→チンプイ→21エモン
- 欽ちゃんのどこまでやるの!?[57]
- 非情のライセンス
- テレビ朝日日曜8時連続ドラマ（第5期）[54]→クイズMONOものがたり[45]→テレビ朝日日曜8時連続ドラマ（第6期）[55]→世界とんでも!?ヒストリー→TVダイジェスト
- テレビ朝日土曜夜8時枠時代劇 - 暴れん坊将軍II[54]、暴れん坊将軍III[45]ほか
- 特別機動捜査隊→特捜最前線
- テレビ朝日水曜21時枠刑事ドラマ※

相棒、はみだし刑事情熱系、はぐれ刑事純情派、さすらい刑事旅情編、風の刑事・東京発!、刑事部屋～六本木おかしな捜査班～
- テレビ朝日木曜ドラマの作品一覧（枠として※）

JRTの枠としてのネットは『うちの母ですが…』より『エースをねらえ!』まで。
- シカゴ・ホープ[49]→X-ファイル[50]
- スーパー戦隊シリーズ※

秘密戦隊ゴレンジャー〜爆上戦隊ブンブンジャー
- メタルヒーローシリーズ

宇宙刑事ギャバン→宇宙刑事シャリバン→宇宙刑事シャイダー→巨獣特捜ジャスピオン→時空戦士スピルバン→超人機メタルダー→世界忍者戦ジライヤ→機動刑事ジバン→特警ウインスペクター→特救指令ソルブレイン→特捜エクシードラフト→特捜ロボ ジャンパーソン→ブルースワット→重甲ビーファイター→ビーファイターカブト→ビーロボカブタック→テツワン探偵ロボタック
- 燃えろ!!ロボコン[51]
- 仮面ライダーシリーズ※

仮面ライダークウガ～仮面ライダーガッチャード
- 遠山の金さん捕物帳
- いきなり!黄金伝説。
- おかずのクッキング
- 菊次郎とさき◇
- 素敵な宇宙船地球号[50]（放送開始 - 2009年10月4日）
- Break Out[51]（第1期のみ放送）
- 名探偵の掟◇
- 臨場第一章◇
  - 臨場第二章◇（2010年12月6日 - 12月20日）
- 歌のおにいさん◇
- 爆笑問題の検索ちゃん（2008年4月9日 - 9月24日・2009年10月2日 - 2010年3月12日）
- 落語者（2010年4月2日 - 7月16日）
- ANNニュース（ - 2011年3月31日）※
- ナサケの女〜国税局査察官〜◇（2011年3月10日 - 3月24日）
- 笑顔がごちそう ウチゴハン（2007年4月 - 2013年3月30日）
- マツコ&有吉 かりそめ天国（深夜版のみ放送）※
- アメトーーク!※
- ごはんジャパン
- 渡辺篤史の建もの探訪※
- 探偵!ナイトスクープ[51]（朝日放送テレビ制作、2019年9月打ち切り）※
- 熱闘甲子園[57] （夏季）（朝日放送テレビとの共同制作）※
- プロポーズ大作戦（朝日放送テレビ制作）
- ビックリマン[45]→新ビックリマン（朝日放送テレビ制作、『新ビックリマン』第16話を以って打ち切り）
- まじかる☆タルるートくん（朝日放送テレビ制作）
- CLUB紳助[45]（朝日放送テレビ制作）
- クイズ!紳助くん（朝日放送テレビ制作、 - 2010年9月25日）
- 大改造!!劇的ビフォーアフター（朝日放送テレビ制作）
- ケントのどうゆうknou?[45]（名古屋テレビ制作）
- 勇者シリーズ（名古屋テレビ制作）

勇者エクスカイザー→太陽の勇者ファイバード→伝説の勇者ダ・ガーン→（一時打ち切り）→勇者警察ジェイデッカー→黄金勇者ゴルドラン→勇者指令ダグオン
『勇者特急マイトガイン』と『勇者王ガオガイガー』の2作は当局では未放送。
- カリスマアイドル占い師・星ひとみの「星の館」～愛のテレビ電話占い～（瀬戸内海放送制作）
- ゲレンデ☆girl（瀬戸内海放送制作、2011年12月27日 - 2012年2月21日）
- KIDS NEWS（北陸朝日放送制作）
- 昆虫物語 新みなしごハッチ（毎日放送[注釈 29]制作）
- がっちり買いまショウ[58]（毎日放送[注釈 29]制作）
- 奥さまは魔女[58]（毎日放送[注釈 29]制作版）

##### TBS系列
- 時事放談[54]→日曜放談[45]
- ロッテ 歌のアルバム[58]
- 世界の結婚式（1996年3月まで）
- 芳村真理の編みませんか
- 笑顔がいちばん!
- ビジネスズームアップ[45]
- キッチンパトロール[45]
- イルカと少年
- 木下恵介アワー - おやじ太鼓など[58]
- ばくはつ五郎
- 料理天国[45]
- 兼高かおる世界の旅[54]
- 愛の劇場[45]
- そこが知りたい[45]→見ればなっとく![50]
- 未来の瞳
- ポーラテレビ小説
- ときめき生情報810
- オーケストラがやって来た
- 噂的達人[45]
- 東芝日曜劇場[45]
- ぴったし カン・カン[53]
- 10人抜きのど自慢
- 男女7人夏物語◇
- 男女7人秋物語◇
- ブラザー劇場→ブラザーファミリーアワー（1984年3月まで、同時ネット）
- ヤング720
- ザ・ガードマン
- キイハンター
- 花より男子◇（2010年6月21日 - 7月1日、これ以前にも放送実績あり）
  - 花より男子2◇
- クロサギ（2006年版）◇（2022年版は未放送）
- みのりの風景（2008年10月 - 2009年10月10日）
- 流星の絆◇（2010年1月6日 - 1月19日）
- 木更津キャッツアイ◇（2010年4月7日 - 4月19日）
- CDTV[49]（1994年4月 - 2010年9月29日、番組自体は『CDTV ライブ!ライブ!』として※）
- スマイル◇（2011年1月6日 - 1月20日）
- ナショナル劇場[45]（ - 2008年9月28日）→ パナソニック ドラマシアター（2008年10月 - 2013年3月24日）
- YKKアワー キックボクシング中継
- エイトマン
- 不二家の時間
- 日本列島8時です
- ARIGA-10
- 関口宏の東京フレンドパークII
- 世界・ふしぎ発見![50]（スポンサーの降板により2020年6月打ち切り）
- じょんのび日本遺産
- エド山口の世界を釣りたい（毎日放送制作）
- まんが日本昔ばなし[45]（毎日放送制作、第2期のみ放送）
- 全国高校ラグビー（毎日放送制作）※
- 荒川アンダー ザ ブリッジ（毎日放送制作、2011年10月 - 12月16日）
- よしもと新喜劇[51]（毎日放送制作）※
- すばらしき仲間（CBCテレビ制作）
- 僕らの食卓（BS-TBS制作）
- ダイラケのびっくり捕物帖（朝日放送テレビ[注釈 30]制作）
- おやじバンザイ（朝日放送テレビ[注釈 30]制作）
- 笑って笑って30分!（朝日放送テレビ[注釈 30]制作）

##### テレビ東京系列
- 大江戸捜査網
- 歌え!ヤンヤン!
- ヤンヤン歌うスタジオ[54]
- なつかしの歌声
- プレイガール
- にっぽんの歌（レギュラー版）[53]
- クイズ!地球まるかじり[45]
- 特捜刑事マイアミ・バイス[45]
- とびだせ!つり仲間[59]
- おまかせ!山田商会
- 音楽空間アンモナイト
- ウルトラQ dark fantasy
- 日曜ビッグスペシャル
- キャプテン翼[53]
- パソコントラベル探偵団[57]
- 少女雑貨専門TV エクボ堂[45]
- 赤ちゃんと僕[49]
- デーブのフライデードリーム[49]
- ASAYAN[49]
- いい旅・夢気分[49]
- オレ達のWell歌夢
- 元祖!でぶや
- 北島ウインクハート
- ドンキーコング[51]
- ジャングル大帝
- 新世紀エヴァンゲリオン[50]
- 機動戦艦ナデシコ
- 少女革命ウテナ
- とっとこハム太郎
- わがまま☆フェアリー ミルモでポン!（第1シリーズのみ放送、2002年12月で打ち切り）
- テニスの王子様
- きらりん☆レボリューション
- デュエル・マスターズ（シリーズ自体は※）
- ペット大集合!ポチたま（ - 2009年9月27日）
- ポケモン☆サンデー（2009年5月17日 - 2010年4月4日）
- モヤモヤさまぁ～ず2（2009年3月31日 - 2010年4月18日）※
- たけしの誰でもピカソ
- たけしのニッポンのミカタ!（ - 2011年3月20日）
- 畑のうた（2012年1月6日 - 3月30日）
- いい旅・夢気分
- バイプレイヤーズ 〜もしも名脇役がテレ東朝ドラで無人島生活したら〜
- 名曲!にっぽんの歌（2014年9月21日 - 11月2日）
- THE フィッシング[45]（テレビ大阪制作）※
- きらきらアフロ（テレビ大阪制作、2009年10月 - 2011年3月）
- しましまとらのしまじろう[49]→はっけん たいけん だいすき！しまじろう→しまじろう ヘソカ→しまじろうのわお!（テレビせとうち制作、 - 2022年9月26日）※

##### フジテレビ系列
- 小川宏ショー[60]（1965年10月 - 1966年7月）
- 遊星少年パピィ[60]
- 鉄腕アトム（モノクロ版）
- 銭形平次 (大川橋蔵)[58]
- 宇宙エース
- ロボタン（第1作）→赤かて!白かて!→赤白パネルマッチ→コートにかける青春→アイちゃんが行く!→GO!GOスカイヤー→スターまねマネ大会→ボクは女学生
- 3時のあなた[54]→タイム3[45]→タイムアングル→TVクルーズ となりのパパイヤ→3時ヨこい!→ビッグトゥデイ[49]→2時のホント[51]
- メイコとあなたの税ミナール[45]
- 健保連のすこやかさん[61][45]
- クイズの王様[62]
- みんな楽しく!健康クイズ[54]→ヘルシークッキング[45]
- 世界名作劇場 - 小公女セーラ[57]、小公子セディ[45]など
- 郁恵・井森のお料理BAN!BAN![50]
- ひらけ!ポンキッキ[45]（1985年4月 - 1993年4月2日、1985年4月から1988年3月までは同時ネット）
- FNN奥さまニュース
- 若い土[54]
- クイズ!早くイッてよ
- 所さんのただものではない!
- SF西遊記スタージンガー→円卓の騎士物語 燃えろアーサー
- 日清ちびっこのどじまん
- リボンの騎士
- 忍風カムイ外伝（本放送終了後に放送）
- とんねるずのみなさんのおかげです
- 木曜の怪談[50]
- トリビアの泉
- プロ野球ニュース[45]※
- Dr.スランプ アラレちゃん[57]
- ハイスクール!奇面組[45]
- ドラゴンボール[45]→ドラゴンボールZ→ドラゴンボールGT[49]（『ドラゴンボール改』以降は未放送）
- 土曜18時30分アニメ枠（当時）

ゲゲゲの鬼太郎（第3作）→おそ松くん（第2作）→平成天才バカボン→おれは直角→丸出だめ夫→幽☆遊☆白書→NINKU -忍空-
- らんま1/2（2011年12月の日テレ版スペシャルドラマも放送）→ドラゴンクエスト
- 日曜18時台前半アニメ枠

ハクション大魔王→いなかっぺ大将→科学忍者隊ガッチャマン→てんとう虫の歌→ポールのミラクル大作戦→一発貫太くん→科学忍者隊ガッチャマンII→科学忍者隊ガッチャマンF→とんでも戦士ムテキング→ダッシュ勝平→未来警察ウラシマン
ひみつのアッコちゃん（第2作）→ちびまる子ちゃん（第1期）→ツヨシしっかりしなさい→ちびまる子ちゃん（第2期）※
- タッチ→陽あたり良好![45]
- キテレツ大百科
- 銀河鉄道999
- オレたちひょうきん族[45]
- とんねるずのみなさんのおかげでした
- ライオン奥様劇場→ライオンのいただきます→ライオンのいただきますⅡ[45]→ライオンのごきげんよう[49]
- ズバリ!当てましょう[58]
- 森田一義アワー 笑っていいとも!（1986年3月 - 1987年3月）
- HEY!HEY!HEY!
- 夜のヒットスタジオ
- 皇室ご一家※
- 脳内エステ IQサプリ
- メントレG
- ジャンクSPORTS※（レギュラー放送第1期のみ、レギュラー放送第2期は未放送）
- あっぱれ!!さんま大教授
- タモリのジャポニカロゴス
- 志村けんのだいじょうぶだぁII
- VVV6
- あいのり（『Asian Journey』以降は未放送）
- 不信のとき〜ウーマン・ウォーズ〜◇
- 人志松本の○○な話（2009年6月 - 9月23日）
- 土曜ドラマ（ - 2009年9月9日）
- 志村屋です。（2009年4月5日 - 10月4日）
- はねるのトびら（2009年10月11日 - 2010年3月28日）
- のだめカンタービレ◇（2010年8月9日 - 8月23日）
- ガリレオ◇（2010年11月22日 - 12月3日）
- お金がない!◇（2011年2月21日 - 3月9日、2月22日は休止）
- クイズ!ヘキサゴンII（2009年4月末 - 2011年3月5日）
- VS嵐（2010年7月6日 - 2011年9月20日）
- ほこ×たて（2011年4月24日 - 2012年3月18日）
- 世界行ってみたらホントはこんなトコだった!?（2012年4月 - 2013年3月17日）
- TOKIOカケル（2013年4月18日 - 2015年10月15日）
- アウト×デラックス（ - 2019年9月26日）
- ホンマでっか!?TV※（ - 2025年2月22日）
- サザエさん※（ - 2025年3月31日）[注釈 31]
- アニマル1→妖怪人間ベム（1968年度のアニメ版。2011年のテレビドラマも放送）
- 海底少年マリン
- ラブラブショー
- スパイ大作戦
- テレビ美術館
- 黒部の太陽
- ウチくる!?
- SMAP×SMAP[49]（関西テレビとの共同制作、 - 2010年6月29日）
- パンチDEデート（関西テレビ制作）
- 花王名人劇場→花王ファミリースペシャル→発掘!あるある大事典（関西テレビ制作）
- ねるとん紅鯨団[59]（関西テレビ制作）
- 三枝の愛ラブ!爆笑クリニック[45]→ひらけ!GOMA王国（関西テレビ制作）
- さんまのまんま[45]（関西テレビ制作、 - 2009年12月13日）
- トミーズのはらぺこ亭（関西テレビ制作）
- ココロの旅（関西テレビ制作）（ - 2009年10月25日）
- モンスターペアレント◇（関西テレビ制作）
- 東海テレビ制作昼の帯ドラマ
- ふれあい見つけ旅[49]（東海テレビ制作）
- ふるさと紀行[50]（東海テレビ制作）
- テレビ寺子屋[55] （テレビ静岡制作）※
- 釣りごろつられごろ[45]（テレビ新広島制作）※

##### その他
- 全国高校野球選手権大会中継（夏季）※（朝日放送テレビ制作）
- 新婚さんいらっしゃい![45]（朝日放送テレビ制作、2023年3月打ち切り）※
- ワイドサタデー→わいわいサタデー[注釈 32]
- 道頓堀アワー（朝日放送テレビ制作）
- 霊感ヤマカン第六感（朝日放送テレビ制作）
- 皇室アルバム※（毎日放送制作）
- 昭和仮面ライダーシリーズ（毎日放送制作）

仮面ライダー→仮面ライダーV3→仮面ライダーX→仮面ライダーアマゾン→仮面ライダーストロンガー→仮面ライダー・新→仮面ライダースーパー1→仮面ライダーBLACK→仮面ライダーBLACK RX
- 毎日放送制作土曜朝のワイドショー

ウィークエンドモーニングショー→八木治郎ショー→八木治郎ショー・いい朝8時→すてきな出逢い いい朝8時
以上はネットチェンジ期を通じて放送。
- J-ROCK ARTIST COUNT DOWN 50[49]（KBS京都制作）→BEST OF J-ROCK[51]（チバテレビ制作）
- フィッシングライフ[49]
- ベストヒットTODAY（Let'S TRY制作）[50][注釈 33]
- MUSIC FOCUS（チバテレビ制作、2009年4月6日 - 11月30日）
- CD NEWS（チバテレビ制作）
- 恋する天使アンジェリーク〜かがやきの明日〜（UHFアニメ、チバテレ幹事）
- 演歌百撰[51]（関西放送制作）
- ヤミと帽子と本の旅人（UHFアニメ、2003年11月4日 - 2004年1月）
- おくさまは女子高生（UHFアニメ）
- プレイボール（UHFアニメ）
- Fate/stay night [Unlimited Blade Works]（UHFアニメ）
- ゴッドイーター（UHFアニメ）
- 鬼滅の刃（UHFアニメ、劇場版はフジテレビ系番組として放送、第2期以降は未放送）
- ビルボードTOP30
- ザ・ウルトラシェフシリーズ（LaLa TV制作、2011年4月 - 9月）
- 小都たび（旅チャンネル制作）（2011年9月 - 2012年2月）
- 偉人の来る部屋（TOKYO MX制作、2012年1月8日 - 4月1日）
- 絶景!美しきスイス紀行（旅チャンネル制作）
- イタリア・一度は行きたい街巡り（旅チャンネル制作）
- 舞の海の和食でおもてなし
- ニュース女子（DHCテレビ制作、2017年6月12日 - 2018年3月26日）
- 鉄道ひとり旅（鉄道チャンネル制作、 - 2019年9月27日）※
- CM INDEX※（東京企画制作）

## アナウンサー

### 在籍中
女性アナウンサーについては、現在では経費削減のため、数年の期間契約職として受け入れるケースが多くなっている。

#### 男性
- 1989年 宗我部英久（前アナウンス部長）
- 1995年 森本真司
- 2006年 小玉晋平
- 2008年 榎本真也
- 2022年 石井隆智、外谷光

#### 女性
- 1982年 佐藤旬子
- 1992年 福井和美（現アナウンス部長）[64]
- 1996年 物部純子
- 2008年 島川未有
- 2018年 野口七海（元NHK鳥取放送局（2013年 - 2015年3月）→広島テレビ（2015年4月 - 2018年3月））
- 2020年 豊成春子
- 2022年 緒方ゆい
- 2024年 黒川麗海（銀行員→NHK長野放送局（2023年4月 - 2024年3月））
- 2025年 氏師みなみ、宮下寧々

### かつて在籍したアナウンサー
〇は元アナウンス部長。太字は現在四国放送の番組へレギュラー出演。

#### 男性
- 1952年
  - 光永峡関〇
- 1956年
  - 小出孝
- 1959年
  - 伊藤誠亮〇
- 1974年
  - 武知邦明〇（元テレビ高知。 - 2008年、株式会社四国放送サービス代表取締役社長、四国放送監査役などを務めたが現在はすべて退任）
- 1976年
  - 岡本和夫（ - 2008年。後に取締役を務め、2020年6月より阿讃開発株式会社代表取締役社長および四国放送監査役）
- 1980年
  - 池田賢〇（ - 2016年9月）
  - 遠藤彰良〇（ - 2015年、2016年4月から2020年4月、および2024年4月以降における徳島市長）
- 1982年
  - 遠藤貴巳（ - 2024年9月）
  - 清水幸二（ - 2018年3月）
- 1985年
  - 保岡栄二（ - 2022年9月）
  - 八幡篤範
- 1988年
  - 北尾好孝
- 1989年
  - 石井敏秀（4月入社）
- 1993年
  - 行部宗一（4月入社 - 2003年3月）
- 2004年
  - 田代剛（4月入社 - 2007年7月、宮崎放送、2020年4月に他部署に異動→2020年5月フリーランス）
- 2008年
  - 寺島啓太（4月入社 - 2016年3月、文化放送→2021年5月フリーランス）
- 2017年
  - 江間丈（4月入社 - 2021年3月、オフィスキイワード大阪→2023年4月フリーランス）
- 阿部仁
- 小川晴功
- 岡田将雄（ - 1964年、メ～テレに移籍）
- 斉藤正弘〇
- 佐々木勇
- 新宮隆
- 信本憲一
- 坂東志朗〇
- 鵜木注
- 松本彰夫

#### 女性
- 1953年
  - 播磨よしめ
- 1957年
  - 多田三智子
- 1961年
  - 武知登美
- 1978年
  - 山田隆子（1978年 - 2024年3月、2024年3月までラジオ番組を担当[65]）
- 1982年
  - 大谷初美（異動・2024年3月まで同局のディレクター）
- 1989年
  - 坂上昭子
- 1995年
  - 佐野美香
  - 平石香奈子（4月入社 - 1999年9月。現在はアナウンスグループカインド所属）
- 1996年
  - 中山千桂子（4月入社 - 2023年3月）
- 1999年
  - 金山明子（4月入社 - 2010年3月）
  - 佐藤由芽（4月入社 - 2006年3月）
  - 谷口智子（10月入社 - 2001年9月）
- 2002年
  - 舟橋明恵（4月入社、 - 2005年3月、日テレNEWS24キャスター→ニューズ・オプエドロンドン支局長）
  - 義山望（ - 2005年、TVQ九州放送→ニチエンプロダクションに所属して宮城テレビ放送に派遣→AI casting ＆ co.社長）
- 2003年
  - 清水宏香（4月入社 - 2006年3月）
- 2005年
  - 大八木文香（ - 2007年8月、オフィスキイワード大阪→舞夢プロ大阪）
  - 佐久間あすか（ - 2008年3月、テレビ大阪→日経CNBCキャスター）
- 2006年
  - 安部敏恵（ - 2008年9月、NHK北九州放送局キャスター→RKBミューズ）
  - 宇野悦加（4月入社 - 2007年3月、NHK岐阜放送局キャスター→セントラルジャパン）
  - 笹岡樹里（ - 2009年3月、TBSニュースバードキャスター→ニチエンプロダクション）
  - 竹内優美（ - 2008年3月、テレビ大阪→セント・フォース）
  - 分林里佳（ - 2010年3月、TBSニュースバードキャスター→日経CNBCキャスター）
- 2007年
  - 有馬香（ - 2009年3月、ジョイスタッフ所属で文化放送ライオンズナイターレポーター→引退→2022年10月フリーランス）
  - 中野涼子（ - 2008年8月、→千葉テレビ放送→北海道文化放送→2019年でアナウンサーは引退）
- 2008年
  - 石橋雅子（ - 2010年3月、オフィスキイワード大阪→2016年4月?フリーランス）
  - 井手麻実（9月入社 - 2011年3月、青森テレビ→湘南ケーブルネットワーク）
  - 久下真以子（ - 2010年3月、NHK高知放送局→NHK札幌放送局→セント・フォース）
  - 長安智子（ - 2010年3月、テレビ熊本→NHK山口放送局→NHK福岡放送局）
  - 渡辺理奈恵（9月入社 - 2011年3月、電通などを経て「リリー・リナエ」名義で映像プロデューサー、映画監督など）
- 2010年
  - 井上英里香（4月入社 - 2012年3月、タレントユニオン→トークナビ）
  - 奥田麻衣（4月入社 - 2012年3月、西日本放送に移籍）
  - 村田千弥（4月入社 - 2012年3月、中京テレビ放送→セントラルジャパン→MC企画）
- 2013年
  - 丹黑香奈子（ - 2016年3月、山口放送→アナウンスグループカインド）
- 2014年
  - 森本晴香（ - 2017年3月、南海放送→フリーランス→アナウンスオフィスセレーノ）
- 2016年
  - 長谷川朋加（4月入社 - 2019年3月、フリーランス→福島テレビ→フリーランス）
- 2017年
  - 梅山茜（ - 2020年3月、フリーランス→オフィスキイワード大阪）
- 2019年
  - 大坪奈津子（4月入社 - 2022年3月、ホリプロ→山形放送）
  - 戸田あゆみ（4月入社 - 2021年3月、セイ・プロダクション）
- 岩瀬弥永子（現在はアナウンスアカデミー徳島）
- 桂昌子
- 日下絹代
- 桜井雅子
- 島勝規代美
- 名村美千代
- 舟橋美佐
- 森晶起湖
- 本島尚子

## 不祥事
- 2021年12月21日、局の公式ツイッターに公明党と同党代表（当時）の山口那津男を誹謗中傷するような投稿内容が確認されたとして、翌々日の23日に公式ホームページ及びツイッターに「不適切な内容、言葉が発信されたことを深くおわびします」等とする謝罪文を掲載した[66]。2022年1月4日付で、当該ツイートを行ったラジオ局勤務の社員を懲戒解雇、監督責任として岡元直社長とラジオ局の担当役員を減俸処分、男性社員の上司2人を減給処分とした[67]。問題の投稿が確認されたアカウント（@omozo_jrt）は削除し再発防止体制が整うまで再登録しないとした[68]。なお、新アカウントで改めて運用が再開されている（「外部リンク」を参照）。

## 放送事故
- 2024年2月4日12時43分55秒から約33分間、テレビが主な放送エリアである徳島県全域で映らなくなった。原因は、機器（分配器）の故障で予備の機器で対応して復旧した[69][70]。